# Alfredo Joskowicz
Alfredo Joskowicz (né le 1er août 1937 à Mexico et mort le 5 juillet 2012 dans la même ville) est un acteur, réalisateur, producteur et scénariste mexicain pour le cinéma et la télévision. Il était le dirigeant de l'IMCINE.

## Filmographie

### Comme acteur
- 1970 : Crates de lui-même

### Comme réalisateur
- 1968 : La manda
- 1969 : La pasión
- 1970 : Crates
- 1971 : El cambio
- 1975 : Quinto sol
- 1975 : Ocho horas
- 1976 : Erosion
- 1976 : Meridiano 100
- 1979 : Horizonte abierto
- 1980 : Constelaciones
- 1981 : Historia de la educación
- 1982 : El caballito volador
- 1985 : Un retrato del indio
- 1989 : Centeotl, Dios del maiz
- 1992 : Playa azul
- 1993 : Recordar es vivir
- 1993 : Es la UNAM: Primera versión
- 1996 : Es la UNAM. Segunda versión

### Comme scénariste
- 1970 : Crates
- 1971 : El cambio
- 1975 : Quinto sol
- 1975 : Ocho horas
- 1976 : Meridiano 100
- 1979 : Horizonte abierto
- 1980 : Constelaciones
- 1981 : Historia de la educación
- 1982 : El caballito volador
- 1993 : Es la UNAM: Primera versión
- 1996 : Es la UNAM. Segunda versión

### Comme producteur
- 1970 : Semana Santa entre los coras d'Héctor García
- 1976 : Erosion de lui-même
- 1993 : Es la UNAM: Primera versión de lui-même

## Distinction
- 1994 : Ariel d'Argent du Meilleur Court Métrage Documentaire pour Recordar es vivir